# Hockey Club Nautique-Genève
L'Hockey Club Nautique-Genève (abbreviato HC Nautique-Genève) è stata una squadra di hockey su ghiaccio svizzera con sede a Ginevra.

## Cronologia
- 1919-1920: 1º livello

## Palmarès
Campionato Internazionale: 1 terzo posto
1919-20